# Darjal-szoros
A Darjal-szoros, Darial Gorge (grúz nyelven: დარიალის ხეობა, Darialis Kheoba, orosz nyelven: Дарьяльское ущелье, oszétul: Арвыком, Arvykom, ingus nyelven: Башлоам-Чу) folyószoros vagy szurdok az orosz–grúz határon.

## Fekvése
A Kazbek keleti részén, Vlagyikavkaztól délre található.

## Nevének eredete
A Darjal, Darial név a perzsa Dar-i Alanan (Alánok kapuja) szókapcsolatból ered. Az arabok Bab al-Lan, azaz Alán-kapu névvel illették. Forrásaink szerint a szorost egykor az alánok ellenőrizték. Országuk, Alánia a Kaukázus északi előterében helyezkedett el.

## Földrajza

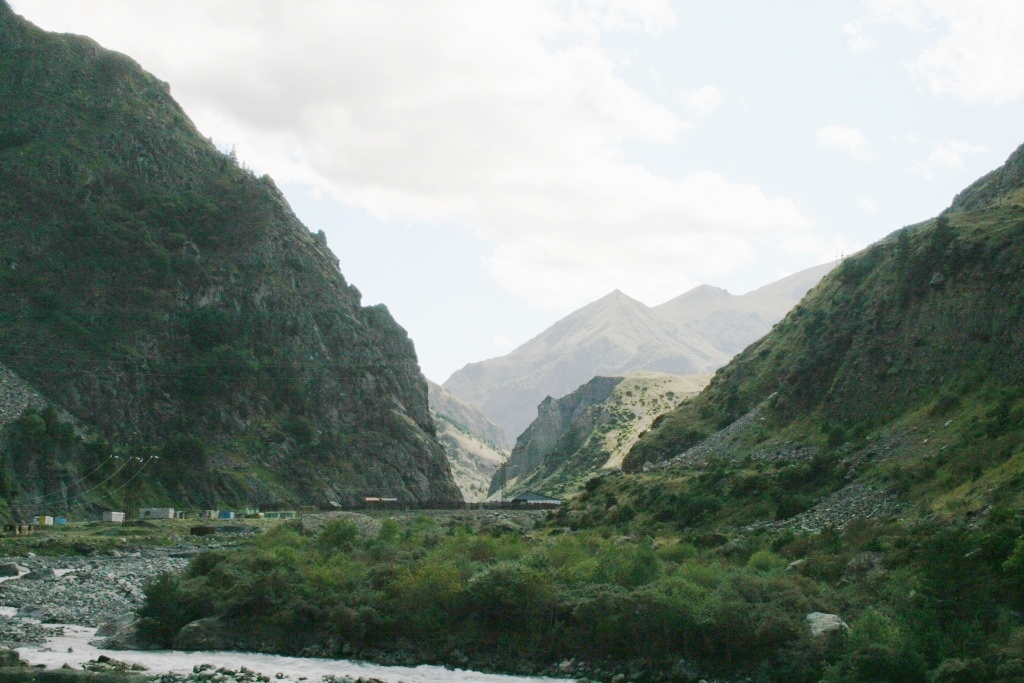
A Darjal-szoros a Tyerek folyóval

A Darjal-szurdok – az idők folyamán a Tyerek folyó vájta ki – 13 kilométer hosszúságú. Meredek gránitfalai néhány helyen elérik az 1800 méter magasságot is.

## Története
A Darjal-szorosról már az ókorból is maradtak fenn leírások, adatok. Plinius szerint itt volt a Kaukázus átjárója, kapuja. Északról a pusztai nomád népek és a Kaukázuson túl élők ezen és a Kaszpi-tenger nyugati partjánál fekvő Derbenti-kapun keresztül jutottak el Kis-Ázsiába. Az 1238–1239-es mongol támadáskor a környéken élő alánok és oszétok ezen keresztül menekültek a hegyekbe, de a szoros bejáratánál álló alán erődöt a mongolok sohasem tudták bevenni.
A Darjal-hágó történelmileg is fontos hely volt, mivel a Kaukázus hegységnek mindössze két átjárója (szorosa) volt, a másik a Derbenti-hágó. A Darjal-szoros átjárója nemcsak a távoli országokat kötötte össze, hanem kapuként, a Kaukázus áthatolhatatlan gerincének lezárásával, nagyobb túlerővel szemben is védelmül szolgált.
A szoros bejáratánál - a régészeti ásatások adatai szerint már az i. sz. e. 4. században is erődítmény állt, melyet az ókorban a rómaiak is megerősítettek; neve többnyire ibériai (betű szerint Császári) kapu (Caesarian Gate) néven volt ismert. A helyet később a grúziai évkönyvek említették darialani néven; Sztrabón Porta Caucasica és Porta Cumana néven; Ptolemaiosz Fortes Sarmatica, néha Porta Caucasica és Portae Caspiae néven említette; a tatárok Dariolynak nevezik.